# 야마하 YZF-R1
아먀하 YZF-R1(영어: Yamaha YZF-R1)은 998 cc (60.9 cu in)의 배기량을 가진 스포츠 모터사이클이다. 1998년에 처음 출시되었으며 2000년, 2002년, 2004년, 2006년, 2007년, 2009년, 2015년,2018년 및 2020년에 상당한 페이스리프트를 거쳤다.